# Węgierskie odznaczenia

## Aktualne od 1991 roku
| Baretka                                           | Nazwa polska                                                                             | Nazwa węgierska                                                                  |
| Odznaczenia prezydenckie od 1991                  | Odznaczenia prezydenckie od 1991                                                         | Odznaczenia prezydenckie od 1991                                                 |
| ------------------------------------------------- | ---------------------------------------------------------------------------------------- | -------------------------------------------------------------------------------- |
|                                                   | Order Węgierski Świętego Stefana                                                         | Magyar Szent István Rend                                                         |
|                                                   | Krzyż Wielki z Łańcuchem i Złotopromienną Gwiazdą Orderu Węgierskiego Zasługi (wojskowy) | Magyar Érdemrend Nagykeresztje a Lánccal és az Aranysugaras Csillaggal (katonai) |
|                                                   | Krzyż Wielki z Łańcuchem i Złotopromienną Gwiazdą Orderu Węgierskiego Zasługi (cywilny)  | Magyar Érdemrend Nagykeresztje a Lánccal és az Aranysugaras Csillaggal (polgári) |
|                                                   | Krzyż Wielki Orderu Węgierskiego Zasługi (wojskowy)                                      | Magyar Érdemrend Nagykeresztje (katonai)                                         |
|                                                   | Krzyż Wielki Orderu Węgierskiego Zasługi (cywilny)                                       | Magyar Érdemrend Nagykeresztje (polgári)                                         |
| (łańcuch)                                         | Łańcuch Węgierski Korwina                                                                | Magyar Corvin-lánc                                                               |
|                                                   | Order Węgierski Honoru                                                                   | Magyar Becsület Rend                                                             |
|                                                   | Krzyż Komandorski z Gwiazdą Orderu Węgierskiego Zasługi (wojskowy)                       | Magyar Érdemrend Középkeresztje a Csillaggal (katonai)                           |
|                                                   | Krzyż Komandorski z Gwiazdą Orderu Węgierskiego Zasługi (cywilny)                        | Magyar Érdemrend Középkeresztje a Csillaggal (polgári)                           |
|                                                   | Krzyż Komandorski Orderu Węgierskiego Zasługi (wojskowy)                                 | Magyar Érdemrend Középkeresztje (katonai)                                        |
|                                                   | Krzyż Komandorski Orderu Węgierskiego Zasługi (cywilny)                                  | Magyar Érdemrend Középkeresztje (polgári)                                        |
|                                                   | Krzyż Oficerski Orderu Węgierskiego Zasługi (wojskowy)                                   | Magyar Érdemrend Tisztikeresztje (katonai)                                       |
|                                                   | Krzyż Oficerski Orderu Węgierskiego Zasługi (cywilny)                                    | Magyar Érdemrend Tisztikeresztje (polgári)                                       |
|                                                   | Krzyż Kawalerski Orderu Węgierskiego Zasługi (wojskowy)                                  | Magyar Érdemrend Lovagkeresztje (katonai)                                        |
|                                                   | Krzyż Kawalerski Orderu Węgierskiego Zasługi (cywilny)                                   | Magyar Érdemrend Lovagkeresztje (polgári)                                        |
|                                                   | Złoty Krzyż Węgierski Zasługi (wojskowy)                                                 | Magyar Arany Érdemkereszt (katonai)                                              |
|                                                   | Złoty Krzyż Węgierski Zasługi (cywilny)                                                  | Magyar Arany Érdemkereszt (polgári)                                              |
|                                                   | Srebrny Krzyż Węgierski Zasługi (wojskowy)                                               | Magyar Ezüst Érdemkereszt (katonai)                                              |
|                                                   | Srebrny Krzyż Węgierski Zasługi (cywilny)                                                | Magyar Ezüst Érdemkereszt (polgári)                                              |
|                                                   | Brązowy Krzyż Węgierski Zasługi (wojskowy)                                               | Magyar Bronz Érdemkereszt (katonai)                                              |
|                                                   | Brązowy Krzyż Węgierski Zasługi (cywilny)                                                | Magyar Bronz Érdemkereszt (polgári)                                              |
|                                                   | Medal Pamiątkowy 1956                                                                    | 1956-os Emlékérem                                                                |
|                                                   | Medal Pamiątkowy 1956 (pośmiertnie)                                                      | 1956-os Emlékérem (posztumusz)                                                   |
| Odznaczenia resortowe ministra obrony narodowej   |                                                                                          |                                                                                  |
|                                                   | Odznaka Zasługi dla Ojczyzny                                                             | Hazáért Érdemjel                                                                 |
|                                                   | Odznaka Zasługi Sojuszniczej                                                             | Szövetségért Érdemjel                                                            |
|                                                   | Medal Pamiątkowy za Rany (za pierwsze zranienie)                                         | Sebesülési Emlékérem                                                             |
|                                                   | Medal Pamiątkowy za Rany (za drugie zranienie)                                           | Sebesülési Emlékérem                                                             |
|                                                   | Medal Pamiątkowy za Rany (za trzecie zranienie)                                          | Sebesülési Emlékérem                                                             |
|                                                   | Medal Pamiątkowy za Rany (za czwarte zranienie)                                          | Sebesülési Emlékérem                                                             |
|                                                   | Medal Pamiątkowy za Rany (za piąte i kolejne zranienia)                                  | Sebesülési Emlékérem                                                             |
|                                                   | Odznaka Zasługi za Służbę z Wieńcem Laurowym                                             | Babérkoszorúval Ékesített Szolgálati Érdemjel                                    |
|                                                   | Medal Pamiątkowy Przyłączenia do NATO za Służbę                                          | Szolgálati Emlékjel a NATO-csatlakozás Emlékére                                  |
|                                                   | Złota Odznaka Zasługi za Służbę (z Mieczami)                                             | Kardokkal Ékesített Szolgálati Érdemjel arany fokozata                           |
|                                                   | Złota Odznaka Zasługi za Służbę                                                          | Szolgálati Érdemjel arany fokozata                                               |
|                                                   | Odznaka Nagrody Honorowej Obrony Narodowej I stopnia                                     | Honvédelemért Kitüntető Cím I. osztálya                                          |
|                                                   | Złota Odznaka Nagrody Honorowej Złotego Wieku                                            | Aranykor Kitüntető Cím arany fokozata                                            |
|                                                   | Odznaka Nagrody Honorowej dla Opiekunów Węgierskich Grobów Wojskowych I stopnia          | Magyar Hadisírgondozásért Kitüntető Cím I. osztálya                              |
|                                                   | Srebrna Odznaka Zasługi za Służbę (z Mieczami)                                           | Kardokkal Ékesített Szolgálati Érdemjel ezüst fokozata                           |
|                                                   | Srebrna Odznaka Zasługi za Służbę                                                        | Szolgálati Érdemjel ezüst fokozata                                               |
|                                                   | Odznaka Nagrody Honorowej Obrony Narodowej II stopnia                                    | Honvédelemért Kitüntető Cím II. osztálya                                         |
|                                                   | Srebrna Odznaka Nagrody Honorowej Złotego Wieku                                          | Aranykor Kitüntető Cím ezüst fokozata                                            |
|                                                   | Odznaka Nagrody Honorowej dla Opiekunów Węgierskich Grobów Wojskowych II stopnia         | Magyar Hadisírgondozásért Kitüntető Cím II. osztálya                             |
|                                                   | Odznaka za Służbę dla Oficerów z Wieńcem Laurowym (za 40 lat)                            | Tiszti Szolgálati Jel Babérkoszorúval ékesített fokozata (40 év után)            |
|                                                   | Odznaka za Służbę dla Oficerów I stopnia (30 lat)                                        | Tiszti Szolgálati Jel I. fokozata (30 év után)                                   |
|                                                   | Odznaka za Służbę dla Podoficerów z Wieńcem Laurowym (za 40 lat)                         | Altiszti Szolgálati Jel Babérkoszorúval ékesített fokozata (40 év után)          |
|                                                   | Odznaka za Służbę dla Podoficerów I stopnia (30 lat)                                     | Altiszti Szolgálati Jel I. fokozata (30 év után)                                 |
|                                                   | Brązowa Odznaka Zasługi za Służbę (z Mieczami)                                           | Kardokkal Ékesített Szolgálati Érdemjel bronz fokozata                           |
|                                                   | Brązowa Odznaka Zasługi za Służbę                                                        | Szolgálati Érdemjel bronz fokozata                                               |
|                                                   | Odznaka Służby Przeciwpowodziowej                                                        | Árvízvédelemért Szolgálati Jel                                                   |
|                                                   | Odznaka za Pierwszą Wymianę Ognia na Służbie                                             | Első Tűzharcért Szolgálati Jel                                                   |
|                                                   | Odznaka za Służbę Reakcji na Katastrofy                                                  | Katasztrófa-elhárításért Szolgálati Jel                                          |
|                                                   | Odznaka Służby przy Zarządzaniu Kryzysem Migracyjnym                                     | Migrációs Válsághelyzet Kezeléséért Szolgálati Jel                               |
|                                                   | Medal Pamiątkowy Służby NATO/EU/OBWE/ONZ                                                 | NATO/EU/EBESZ/ENSZ Szolgálati Érdemérem                                          |
|                                                   | Odznaka Służby Utrzymywania Pokoju                                                       | Békefenntartásért Szolgálati Jel                                                 |
|                                                   | Odznaka Służby Utrzymywania Pokoju (w Chorwacji)                                         | Békefenntartásért Szolgálati Jel (HR)                                            |
|                                                   | Odznaka Służby Utrzymywania Pokoju (w byłej Jugosławii)                                  | Békefenntartásért Szolgálati Jel (YU)                                            |
|                                                   | Odznaka Służby Utrzymywania Pokoju (w Saharze Zachodniej)                                | Békefenntartásért Szolgálati Jel (WS)                                            |
|                                                   | Odznaka Służby Utrzymywania Pokoju (z okuciem WAN)                                       | Békefenntartásért Szolgálati Jel (WAN)                                           |
|                                                   | Odznaka Służby Utrzymywania Pokoju (w Mozambiku)                                         | Békefenntartásért Szolgálati Jel (MOC)                                           |
|                                                   | Odznaka Służby Utrzymywania Pokoju (w Macedonii)                                         | Békefenntartásért Szolgálati Jel (MC)                                            |
|                                                   | Odznaka Służby Utrzymywania Pokoju (w Kuwejcie)                                          | Békefenntartásért Szolgálati Jel (KWT)                                           |
|                                                   | Odznaka Służby Utrzymywania Pokoju (w Kosowie)                                           | Békefenntartásért Szolgálati Jel (KOS)                                           |
|                                                   | Odznaka Służby Utrzymywania Pokoju (w Iraku)                                             | Békefenntartásért Szolgálati Jel (IRQ)                                           |
|                                                   | Odznaka Służby Utrzymywania Pokoju (w Gruzji)                                            | Békefenntartásért Szolgálati Jel (GE)                                            |
|                                                   | Odznaka Służby Utrzymywania Pokoju (na Półwyspie Synaj)                                  | Békefenntartásért Szolgálati Jel (ET)                                            |
|                                                   | Odznaka Służby Utrzymywania Pokoju (w Erytrei)                                           | Békefenntartásért Szolgálati Jel (EAU)                                           |
|                                                   | Odznaka Służby Utrzymywania Pokoju (na Cyprze)                                           | Békefenntartásért Szolgálati Jel (CY)                                            |
|                                                   | Odznaka Służby Utrzymywania Pokoju (w Bośni i Hercegowinie)                              | Békefenntartásért Szolgálati Jel (BIH)                                           |
|                                                   | Odznaka Służby Utrzymywania Pokoju (w Górskim Karabachu)                                 | Békefenntartásért Szolgálati Jel (AZ)                                            |
|                                                   | Odznaka Służby Utrzymywania Pokoju (w Angoli)                                            | Békefenntartásért Szolgálati Jel (ANG)                                           |
|                                                   | Odznaka Służby Utrzymywania Pokoju (w Albanii)                                           | Békefenntartásért Szolgálati Jel (AL)                                            |
|                                                   | Odznaka Służby Utrzymywania Pokoju (w Afganistanie)                                      | Békefenntartásért Szolgálati Jel (AFG)                                           |
|                                                   | Odznaka Służby Utrzymywania Pokoju (w Zatoce Adeńskiej)                                  | Békefenntartásért Szolgálati Jel (ADN)                                           |
|                                                   | Odznaka Służby Utrzymywania Pokoju (w Libanie)                                           | Békefenntartásért Szolgálati Jel (RL)                                            |
|                                                   | Odznaka Służby Utrzymywania Pokoju (w Jemenie)                                           | Békefenntartásért Szolgálati Jel (YE)                                            |
|                                                   | Odznaka Nagrody Honorowej Obrony Narodowej III stopnia                                   | Honvédelemért Kitüntető Cím III. osztálya                                        |
|                                                   | Brązowa Odznaka Nagrody Honorowej Złotego Wieku                                          | Aranykor Kitüntető Cím bronz fokozata                                            |
|                                                   | Odznaka Nagrody Honorowej dla Opiekunów Węgierskich Grobów Wojskowych III stopnia        | Magyar Hadisírgondozásért Kitüntető Cím III. osztálya                            |
|                                                   | Odznaka za Służbę dla Oficerów II stopnia (20 lat)                                       | Tiszti Szolgálati Jel II. fokozata (20 év után)                                  |
|                                                   | Odznaka za Służbę dla Podoficerów II stopnia (20 lat)                                    | Altiszti Szolgálati Jel II. fokozata (20 év után)                                |
|                                                   | Odznaka za Służbę dla Oficerów III stopnia (10 lat)                                      | Tiszti Szolgálati Jel III. fokozata (10 év után)                                 |
|                                                   | Odznaka za Służbę dla Podoficerów III stopnia (10 lat)                                   | Altiszti Szolgálati Jel III. fokozata (10 év után)                               |
|                                                   | Odznaka za Służbę dla Szeregowych z Wieńcem Laurowym (40 lat)                            | Legénységi Szolgálati Jel Babérkoszorúval ékesített fokozata (40 év után)        |
|                                                   | Odznaka za Służbę dla Szeregowych I stopnia (30 lat)                                     | Legénységi Szolgálati Jel I. fokozata (30 év után)                               |
|                                                   | Odznaka za Służbę dla Szeregowych II stopnia (20 lat)                                    | Legénységi Szolgálati Jel II. fokozata (20 év után)                              |
|                                                   | Odznaka za Służbę dla Szeregowych III stopnia (10 lat)                                   | Legénységi Szolgálati Jel III. fokozata (10 év után)                             |
|                                                   | Medal Pamiątkowy Niepodległych Demokratycznych Węgier                                    | Független Demokratikus Magyarországért Emlékérem                                 |
|                                                   | Odznaka za Służbę I stopnia                                                              | Szolgálati Jel I. osztálya                                                       |
|                                                   | Odznaka za Służbę II stopnia                                                             | Szolgálati Jel II. osztálya                                                      |
|                                                   | Odznaka za Służbę III stopnia                                                            | Szolgálati Jel III. osztálya                                                     |
| Odznaczenia resortowe ministra spraw wewnętrznych |                                                                                          |                                                                                  |
| w przygot.                                        | Odznaka Zasługi Bertalana Szemere                                                        | Szemere Bertalan Érdemjel                                                        |
| w przygot.                                        | Odznaka Zasługi Służby Publicznej                                                        | Köz Szolgálatáért Érdemjel                                                       |
| w przygot.                                        | Odznaka Zasługi św. Jerzego                                                              | Szent György Érdemjel                                                            |
| w przygot.                                        | Odznaka Zasługi św. Floriana                                                             | Szent Flórián Érdemjel                                                           |
| w przygot.                                        | Odznaka Zasługi św. Adriana                                                              | Szent Adorján Érdemjel                                                           |
| w przygot.                                        | Odznaka Zasługi św. Władysława †                                                         | Szent László Érdemjel                                                            |
| w przygot.                                        | Odznaka Zasługi Służby Bezpieczeństwa Narodowego                                         | Nemzetbiztonság Szolgálatáért Érdemjel                                           |
| gwiazda                                           | Odznaka Zasługi za Dzielność                                                             | Bátorság Érdemjel                                                                |
| w przygot.                                        | Odznaka Zasługi Wyjątkowego Uznania                                                      | Rendkívüli Helytállásért Érdemjel                                                |
|                                                   | Odznaka Policji za 40 lat Służby                                                         | Rendőrségi Szolgálati Jel 40 év után                                             |
|                                                   | Odznaka Policji za 30 lat Służby                                                         | Rendőrségi Szolgálati Jel 30 év után                                             |
|                                                   | Odznaka Policji za 20 lat Służby                                                         | Rendőrségi Szolgálati Jel 20 év után                                             |
|                                                   | Odznaka Policji za 10 lat Służby                                                         | Rendőrségi Szolgálati Jel 10 év után                                             |
|                                                   | Odznaka Straży Granicznej za 30 lat Służby                                               | Határőrségi Szolgálati Jel 30 év után                                            |
|                                                   | Odznaka Straży Granicznej za 20 lat Służby                                               | Határőrségi Szolgálati Jel 20 év után                                            |
|                                                   | Odznaka Straży Granicznej za 10 lat Służby                                               | Határőrségi Szolgálati Jel 10 év után                                            |
|                                                   | Odznaka Gwardii Republikańskiej za 30 lat Służby                                         | Köztársasági Szolgálati Jel 30 év után                                           |
|                                                   | Odznaka Gwardii Republikańskiej za 20 lat Służby                                         | Köztársasági Szolgálati Jel 20 év után                                           |
|                                                   | Odznaka Gwardii Republikańskiej za 10 lat Służby                                         | Köztársasági Szolgálati Jel 10 év után                                           |
|                                                   | Odznaka Straży Pożarnej za 30 lat Służby                                                 | Tüzoltósági Szolgálati Jel 30 év után                                            |
|                                                   | Odznaka Straży Pożarnej za 20 lat Służby                                                 | Tüzoltósági Szolgálati Jel 20 év után                                            |
|                                                   | Odznaka Straży Pożarnej za 10 lat Służby                                                 | Tüzoltósági Szolgálati Jel 10 év után                                            |
|                                                   | Odznaka Obrony Cywilnej za 30 lat Służby                                                 | Polgári Szolgálati Jel 30 év után                                                |
|                                                   | Odznaka Obrony Cywilnej za 20 lat Służby                                                 | Polgári Szolgálati Jel 20 év után                                                |
|                                                   | Odznaka Obrony Cywilnej za 10 lat Służby                                                 | Polgári Szolgálati Jel 10 év után                                                |
| Odznaczenia resortowe ministra finansów           |                                                                                          |                                                                                  |
| w przygot.                                        | Medal Zasługi w Służbie Straży Celnej i Finansowej                                       | Vám- és Pénzügyőrségi Szolgálati Érdemérem                                       |
| w przygot.                                        | Medal Straży Celnej i Finansowej za 35 lat Służby                                        | Vám- és Pénzügyőrségi Szolgálati Érem 35 év után                                 |
| w przygot.                                        | Medal Straży Celnej i Finansowej za 30 lat Służby                                        | Vám- és Pénzügyőrségi Szolgálati Érem 30 év után                                 |
| w przygot.                                        | Medal Straży Celnej i Finansowej za 25 lat Służby                                        | Vám- és Pénzügyőrségi Szolgálati Érem 25 év után                                 |
| w przygot.                                        | Medal Straży Celnej i Finansowej za 20 lat Służby                                        | Vám- és Pénzügyőrségi Szolgálati Érem 20 év után                                 |
| w przygot.                                        | Medal Straży Celnej i Finansowej za 15 lat Służby                                        | Vám- és Pénzügyőrségi Szolgálati Érem 15 év után                                 |
| w przygot.                                        | Medal Straży Celnej i Finansowej za 10 lat Służby                                        | Vám- és Pénzügyőrségi Szolgálati Érem 10 év után                                 |

## Lata 1989–1991
| Odznaka/baretka                                                                                            | Nazwa polska                                                                                               | Nazwa węgierska                                                                                            |
| Dawne odznaczenia przejęte przez Republikę Węgierską i nadawane pod zmienionymi nazwami w latach 1989–1991 | Dawne odznaczenia przejęte przez Republikę Węgierską i nadawane pod zmienionymi nazwami w latach 1989–1991 | Dawne odznaczenia przejęte przez Republikę Węgierską i nadawane pod zmienionymi nazwami w latach 1989–1991 |
| --- | --- | --- |
| | Order Flagi Republiki Węgierskiej z Diamentami                                                             | Magyar Köztársaság gyémántokkal ékesített Zászlórendje                                                     |
| | Order Flagi Republiki Węgierskiej z Rubinami                                                               | Magyar Köztársaság rubinokkal ékesített Zászlórendje                                                       |
| | Order Flagi Republiki Węgierskiej z Wieńcem Laurowym                                                       | Magyar Köztársaság babérkoszorúval ékesített Zászlórendje                                                  |
| | Order Flagi Republiki Węgierskiej                                                                          | Magyar Köztársaság Zászlórendje                                                                            |
| | Order Gwiazdy Republiki Węgierskiej ze Złotym Wieńcem                                                      | Magyar Köztársaság aranykoszorúval díszített Csillagrendje                                                 |
| | Order Gwiazdy Republiki Węgierskiej z Mieczami                                                             | Magyar Köztársaság kardokkal díszített Csillagrendje                                                       |
| | Order Gwiazdy Republiki Węgierskiej                                                                        | Magyar Köztársaság Csillagrendje                                                                           |

## Lata 1949–1989
| Odznaka/baretka                                                                                           | Nazwa polska | Nazwa węgierska |
| Odznaki komunistycznych tytułów honorowych i odznaczenia Węgierskiej Republiki Ludowej w latach 1949–1989 | Odznaki komunistycznych tytułów honorowych i odznaczenia Węgierskiej Republiki Ludowej w latach 1949–1989 | Odznaki komunistycznych tytułów honorowych i odznaczenia Węgierskiej Republiki Ludowej w latach 1949–1989 |
| --- | --- | --- |
| | Odznaka tytułu honorowego Bohater Pracy Socjalistycznej (wz. 1953) | Szocialista Munka Hőse kitüntető cím jelvénye, 1953 |
| | Odznaka tytułu honorowego Bohater Pracy Socjalistycznej (wz. 1964) | Szocialista Munka Hőse kitüntető cím jelvénye, 1964 |
| | Nagroda i tytuł honorowy Bohater Węgierskiej Republiki Ludowej | Magyar Népköztársaság Hőse kitüntetés és kitüntető cím |
| | Order Flagi WRL I Klasy z Diamentami | Magyar Népköztársaság gyémántokkal ékesített Zászlórendje I. fokozata |
| | Order Zasługi WRL (wz. 1957) | Magyar Népköztársasági Érdemrendje, 1957 |
| | Order Zasługi WRL (wz. 1953) | Magyar Népköztársasági Érdemrendje, 1953 |
| | Order Zasługi Pokoju i Przyjaźni | Béke és Barátság Érdemrend |
| | Order Zasługi Czerwonego Sztandaru Pracy | Munka Vörös Zászló Érdemrend |
| | Order Flagi WRL I Klasy z Rubinami | Magyar Népköztársaság rubinokkal ékesített Zászlórendje I. fokozata |
| | Order Zasługi dla Socjalistycznej Ojczyzny | Szocialista Hazáért Érdemrend |
| | Order Zasługi WRL I Klasy (wz. 1949) | Magyar Népköztársasági Érdemrend I. fokozata, 1949 |
| | Order Kossutha I Klasy | Kossuth Érdemrend I. osztálya |
| | Order Zasługi Czerwonego Sztandaru | Vörös Zászló Érdemrend |
| | Order Flagi WRL II Klasy | Magyar Népköztársaság Zászlórendje II. fokozata |
| | Order Flagi WRL III Klasy | Magyar Népköztársaság Zászlórendje III. fokozata |
| | Order Zasługi WRL II Klasy (wz. 1949) | Magyar Népköztársasági Érdemrend II. fokozata, 1949 |
| | Srebrny Order Zasługi Węgierskiej Wolności | Magyar Szabadság Érdemrend ezüst fokozata |
| | Order Kossutha II Klasy | Kossuth Érdemrend II. osztálya |
| | Medal Pamiątkowy Władzy Robotniczo-Chłopskiej | Munkás-Paraszt Hatalomért Emlékérem |
| | Order Zasługi dla Socjalistycznych Węgier | Szocialista Magyarországért Érdemrend |
| | Order Gwiazdy WRL ze Złotym Wieńcem | Magyar Népköztársaság aranykoszorúval díszített Csillagrendje |
| | Order Gwiazdy WRL z Mieczami | Magyar Népköztársaság kardokkal díszített Csillagrendje |
| | Order Zasługi Czwartego Kwietnia | Április Negyedike Érdemrend |
| | Złoty Order Zasługi Pracy | Munka Érdemrend arany fokozata |
| | Order Gwiazdy WRL | Magyar Népköztársaság Csillagrendje |
| | Order Czerwonej Gwiazdy | Vörös Csillag Érdemrend |
| | Złoty Order Węgierski Zasługi Pracy | Magyar Munka Érdemrend arany fokozata |
| | Order Zasługi WRL III Klasy (wz. 1949) | Magyar Népköztársasági Érdemrend III. fokozata, 1949 |
| | Order Kossutha III Klasy | Kossuth Érdemrend III. osztálya |
| | Order Flagi WRL IV Klasy | Magyar Népköztársaság Zászlórendje IV. fokozata |
| | Order Zasługi WRL IV Klasy (wz. 1949) | Magyar Népköztársasági Érdemrend IV. fokozata, 1949 |
| | Brązowy Order Zasługi Węgierskiej Wolności | Magyar Szabadság Érdemrend bronz fokozata |
| | Srebrny Order Węgierski Zasługi Pracy | Magyar Munka Érdemrend ezüst fokozata |
| | Order Flagi WRL V Klasy | Magyar Népköztársaság Zászlórendje V. fokozata |
| | Order Zasługi WRL V Klasy (wz. 1949) | Magyar Népköztársasági Érdemrend V. fokozata, 1949 |
| | Srebrny Order Zasługi Pracy | Munka Érdemrend ezüst fokozata |
| | Medal Zasługi Pracy Socjalistycznej (wz. 1957) | Szocialista Munkáért Érdemérem, 1957 |
| | Medal Zasługi Pracy Socjalistycznej (wz. 1954) | Szocialista Munkáért Érdemérem, 1954 |
| | Medal Zasługi Pracy Socjalistycznej (wz. 1953) | Szocialista Munkáért Érdemérem, 1953 |
| | Order Wybitnej Służby (wz. 1964) | Kivalo Szolgálatért Érdemrend, 1964 |
| | Medal Wybitnej Służby (wz. 1957) | Kivalo Szolgálatért Érdemérem, 1957 |
| | Medal Wybitnej Służby (wz. 1954) | Kivalo Szolgálatért Érdemérem, 1954 |
| | Medal Wybitnej Służby (wz. 1953) | Kivalo Szolgálatért Érdemérem, 1953 |
| | Złoty Medal Zasługi WRL (wz. 1949) | Magyar Népköztársasági Érdemérem arany fokozata, 1949 |
| | Brązowy Order Węgierski Zasługi Pracy | Magyar Munka Érdemrend bronz fokozata |
| | Złoty Medal Zasługi Sportowej WRL | Magyar Népköztársasági Sportérdemérem arany fokozata |
| | Brązowy Order Zasługi Pracy | Munka Érdemrend bronz fokozata |
| | Medal Chwalebnej Służby (wz. 1957) | Szolgálati Érdemérem, 1957 |
| | Medal Chwalebnej Służby (wz. 1954) | Szolgálati Érdemérem, 1954 |
| | Medal Chwalebnej Służby (wz. 1953) | Szolgálati Érdemérem, 1953 |
| | Srebrny Medal Zasługi WRL (wz. 1949) | Magyar Népköztársasági Érdemérem ezüst fokozata, 1949 |
| | Medal Zasługi Pracy (wz. 1954) | Munka Érdemérem, 1954 |
| | Medal Zasługi Pracy (wz. 1953) | Munka Érdemérem, 1953 |
| | Srebrny Medal Zasługi Sportowej WRL | Magyar Népköztársasági Sportérdemérem ezüst fokozata |
| | Brązowy Medal Zasługi WRL (wz. 1949) | Magyar Népköztársasági Érdemérem bronz fokozata, 1949 |
| | Brązowy Medal Zasługi Sportowej WRL | Magyar Népköztársasági Sportérdemérem bronz fokozata |
| | Medal Honorowy 48 | 48-as Díszérem |
| | Medal Pamiątkowy Węgierskiej Republiki Rad | Tanácsköztársasági Emlékérem |
| | Medal Pamiątkowy Jubileuszowy Wyzwolenia | Felszabadulási Jubileumi Emlékérem |
| kokarda                                                                                                   | Wieniec Uznania Prezydenta Republiki (złoty, srebrny, brązowy) | Köztársasági Elnök Elismerésének (arany, ezüst, bronz) Koszorúja |
| | Złoty Medal Zasługi Sportowej Republiki Węgierskiej | Magyar Köztársasági Sportérdemérem arany fokozata |
| | Srebrny Medal Zasługi Sportowej Republiki Węgierskiej | Magyar Köztársasági Sportérdemérem ezüst fokozata |
| | Brązowy Medal Zasługi Sportowej Republiki Węgierskiej | Magyar Köztársasági Sportérdemérem bronz fokozata |
| | Medal Chwalebnej Służby za 45 lat | Szolgálati Érdemérem 45 év után |
| | Medal Chwalebnej Służby: - za 40 lat (wz. 1965) - za 3500 godzin lotu (wz. 1983) - za 3500 skoków spadochronowych (wz. 1983) Medal Obrony za 40 lat służby (wz. 1983)                                                               | Szolgálati Érdemérem: - 40 év után, 1965 - 3500 repült óra után, 1983 - 3500 ejtőernyős ugrás után, 1983 Honvédelmi Érdemérem 40 év szuolálat után, 1965                                                      |
| | Medal Chwalebnej Służby: - za 35 lat (wz. 1965) - za 2000 godzin lotu (wz. 1965) - za 3000 godzin lotu (wz. 1983) - za 3000 skoków spadochronowych (wz. 1983) Medal Obrony za 35 lat służby (wz. 1983)                              | Szolgálati Érdemérem: - 35 év után, 1965 - 2000 repült óra után, 1965 - 3000 repült óra után, 1983 - 3000 ejtőernyős ugrás után, 1983 Honvédelmi Érdemérem 35 év szuolálat után, 1983                         |
| | Medal Chwalebnej Służby: - za 30 lat (wz. 1965) - za 1500 godzin lotu (wz. 1965) - za 2500 godzin lotu (wz. 1983) - za 2500 skoków spadochronowych (wz. 1983) Medal Obrony za 30 lat służby (wz. 1983)                              | Szolgálati Érdemérem: - 30 év után, 1965 - 1500 repült óra után, 1965 - 2500 repült óra után, 1983 - 2500 ejtőernyős ugrás után, 1983 Honvédelmi Érdemérem 30 év szuolálat után, 1983                         |
| | Medal Chwalebnej Służby: - za 25 lat (wz. 1964) - za 25 lat (wz. 1965) - za 800 godzin lotu (wz. 1964 i 1965) - za 2000 godzin lotu (wz. 1983) - za 2000 skoków spadochronowych (wz. 1983) Medal Obrony za 25 lat służby (wz. 1983) | Szolgálati Érdemérem: - 25 év után, 1964 - 25 év után, 1965 - 800 repült óra után, 1964, 1965 - 2000 repült óra után, 1983 - 2000 ejtőernyős ugrás után, 1983 Honvédelmi Érdemérem 25 év szuolálat után, 1983 |
| | Medal Chwalebnej Służby: - za 20 lat (wz. 1964) - za 20 lat (wz. 1965) - za 550 godzin lotu (wz. 1964 i 1965) - za 1500 godzin lotu (wz. 1983) - za 1500 skoków spadochronowych (wz. 1983) Medal Obrony za 20 lat służby (wz. 1983) | Szolgálati Érdemérem: - 20 év után, 1964 - 20 év után, 1965 - 550 repült óra után, 1964, 1965 - 1500 repült óra után, 1983 - 1500 ejtőernyős ugrás után, 1983 Honvédelmi Érdemérem 20 év szuolálat után, 1983 |
| | Medal Chwalebnej Służby: - za 15 lat (wz. 1964) - za 15 lat (wz. 1965) - za 350 godzin lotu (wz. 1964 i 1965) - za 1000 godzin lotu (wz. 1983) - za 1000 skoków spadochronowych (wz. 1983) Medal Obrony za 15 lat służby (wz. 1983) | Szolgálati Érdemérem: - 15 év után, 1964 - 15 év után, 1965 - 350 repült óra után, 1964, 1965 - 1000 repült óra után, 1983 - 1000 ejtőernyős ugrás után, 1983 Honvédelmi Érdemérem 15 év szuolálat után, 1983 |
| | Medal Chwalebnej Służby: - za 10 lat (wz. 1964) - za 10 lat (wz. 1965) - za 200 godzin lotu (wz. 1964 i 1965) - za 500 godzin lotu (wz. 1983) - za 500 skoków spadochronowych (wz. 1983) Medal Obrony za 10 lat służby (wz. 1983)   | Szolgálati Érdemérem: - 10 év után, 1964 - 10 év után, 1965 - 200 repült óra után, 1964, 1965 - 500 repült óra után, 1983 - 500 ejtőernyős ugrás után, 1983 Honvédelmi Érdemérem 10 év szuolálat után, 1983   |
| | Złoty Medal Służby Bezpieczeństwa Publicznego (policja) | Közbiztonsági Érem arany fokozata (rendőrség) |
| | Złoty Medal Służby Bezpieczeństwa Publicznego (siły zbrojne) | Közbiztonsági Érem arany fokozata (karhatalom) |
| | Złoty Medal Służby Bezpieczeństwa Publicznego (straż graniczna) | Közbiztonsági Érem arany fokozata (határőrség) |
| | Złoty Medal Służby Pożarnej (wz. 1974) | Tűzbiztonsági Érem arany fokozata, 1974 |
| | Złoty Medal Straży Pożarnej (wz. 1956) | Tűzrendészeti Érem arany fokozata, 1956 |
| | Złoty Medal Straży Pożarnej (wz. 1951) | Tűzrendészeti Érem arany fokozata, 1951 |
| | Srebrny Medal Służby Bezpieczeństwa Publicznego (policja) | Közbiztonsági Érem ezüst fokozata (rendőrség) |
| | Srebrny Medal Służby Bezpieczeństwa Publicznego (siły zbrojne) | Közbiztonsági Érem ezüst fokozata (karhatalom) |
| | Srebrny Medal Służby Bezpieczeństwa Publicznego (straż graniczna) | Közbiztonsági Érem ezüst fokozata (határőrség) |
| | Srebrny Medal Służby Pożarnej (wz. 1974) | Tűzbiztonsági Érem ezüst fokozata, 1974 |
| | Srebrny Medal Straży Pożarnej (wz. 1956) | Tűzrendészeti Érem ezüst fokozata, 1956 |
| | Srebrny Medal Straży Pożarnej (wz. 1951) | Tűzrendészeti Érem ezüst fokozata, 1951 |
| | Brązowy Medal Służby Bezpieczeństwa Publicznego (policja) | Közbiztonsági Érem bronz fokozata (rendőrség) |
| | Brązowy Medal Służby Bezpieczeństwa Publicznego (siły zbrojne) | Közbiztonsági Érem bronz fokozata (karhatalom) |
| | Brązowy Medal Służby Bezpieczeństwa Publicznego (straż graniczna) | Közbiztonsági Érem bronz fokozata (határőrség) |
| | Brązowy Medal Służby Pożarnej (wz. 1974) | Tűzbiztonsági Érem bronz fokozata, 1974 |
| | Brązowy Medal Straży Pożarnej (wz. 1956) | Tűzrendészeti Érem bronz fokozata, 1956 |
| | Brązowy Medal Straży Pożarnej (wz. 1951) | Tűzrendészeti Érem bronz fokozata, 1951 |
| w przygot.                                                                                                | Order i Medal Zasługi Macierzyńskiej | Anyasági Érdemrend és Érdemérem |
| w przygot.                                                                                                | Medal Ochrony Przeciwpowodziowej | Árvízvédelemért Érem |
| w przygot.                                                                                                | Medal Pracy Przeciwpożarowej | Tűzvédelmi Érem |
| | Medal Pamiątkowy Służby Pedagogicznej (wz. 1987) | Pedagógus Szolgálati Emlékérem, 1987 |
| | Medal Pamiątkowy Służby Pedagogicznej (wz. 1974) | Pedagógus Szolgálati Emlékérem, 1974 |
| | Medal Zasługi Szkolnej | Tanulmányi Érdemérem |
| w przygot.                                                                                                | Medal Straży Finansowej | Pénzügyőrségi Érem |
| w przygot.                                                                                                | Medal Służby w Straży Celnej | Vámőrségi Szolgálati Érem |
| w przygot.                                                                                                | Medal Służby w Straży Celnej i Finansowej | Vám- és Pénzügyőrségi Szolgálati Érem |
| w przygot.                                                                                                | Medal Chwalebnej Służby Górniczej | Bányász Szolgálati Érdemérem |
| w przygot.                                                                                                | Medal Chwalebnej Służby Ratownictwa Górniczego | Bányamentő Szolgálati Érdemérem |
| w przygot.                                                                                                | Medal Służby Władzy Sądowniczej | Büntetésvégrehajtási Szolgálati Érem |
| | Medal Zasługi za Służbę Ojczyźnie I Stopnia | Haza Szolgálatáért Érdemérem I. fokozata |
| | Medal Pamiątkowy za Służbę Ojczyźnie I Stopnia | Haza Szolgálatáért Émlékérem I. fokozata |
| | Medal Zasługi za Służbę Ojczyźnie II Stopnia | Haza Szolgálatáért Érdemérem II. fokozata |
| | Medal Pamiątkowy za Służbę Ojczyźnie II Stopnia | Haza Szolgálatáért Émlékérem II. fokozata |
| | Medal Zasługi za Służbę Ojczyźnie III Stopnia | Haza Szolgálatáért Érdemérem III. fokozata |
| | Medal Pamiątkowy za Służbę Ojczyźnie III Stopnia | Haza Szolgálatáért Émlékérem III. fokozata |
| w przygot.                                                                                                | Medal Pamiątkowy Máté Zalka | Zalka Máté Emlékérem |
| w przygot.                                                                                                | Medal Pamiątkowy Milicji Robotniczej | Munkásőr Emlékérem |
| w przygot.                                                                                                | Złoty Medal Braterstwa Broni | Fegyverbarátságért Érdemérem arany fokozata |
| w przygot.                                                                                                | Srebrny Medal Braterstwa Broni | Fegyverbarátságért Érdemérem ezüst fokozata |
| w przygot.                                                                                                | Brązowy Medal Braterstwa Broni | Fegyverbarátságért Érdemérem bronz fokozata |
| (na zawieszce)                                                                                            | Medal za Ratowanie Życia | Életmentő Érem |
| (bez wstążki)                                                                                             | Medal Pamiątkowy Partyzantki | Magyar Partizán Emlékérem |
| (bez wstążki)                                                                                             | Odznaka Nagrody Państwowej | Állami-dij |
| (bez wstążki)                                                                                             | Odznaka Auréla Stromfelda | Stromfeld Aurél-díj |
| | Medal Zasługi dla Młodzieży | Ifjúsági Érdemérem |
| | Medal Zasługi dla Pionierów | Úttörővezető Érdemérem |
| | Medal Zasługi dla Dzieci | Gyermekekért Érdemérem |
| | Medal Wybitnych Przywódców Młodzieży | Kiváló Ifjúsági Vezető Érem |
| | Medal Wybitnych Pionierów | Kiváló Úttörővezető Érem |
| w przygot.                                                                                                | Medal Zasługi KISZ | KISZ Érdemérem |
| w przygot.                                                                                                | Odznaka Honorowa Wybitniej Pracy | Kiváló Munkáért kitüntető jelvény |
| | Odznaka Wybitny Artysta | Kiváló Művésze-díj |
| | Odznaka Zasłużony Artysta | Érdemes Művésze-díj |

## Lata 1946–1949
| Baretka                                                             | Nazwa polska                                                        | Nazwa węgierska                                                     |
| Odznaczenia komunistycznej Republiki Węgierskiej w latach 1946–1949 | Odznaczenia komunistycznej Republiki Węgierskiej w latach 1946–1949 | Odznaczenia komunistycznej Republiki Węgierskiej w latach 1946–1949 |
| ------------------------------------------------------------------- | ------------------------------------------------------------------- | ------------------------------------------------------------------- |
|                                                                     | Order Kossutha I Klasy                                              | Kossuth Érdemrend I. osztálya                                       |
|                                                                     | Krzyż Wielki Orderu Zasługi Republiki Węgierskiej                   | Magyar Köztársasági Érdemrend nagykeresztje                         |
|                                                                     | Order Kossutha II Klasy                                             | Kossuth Érdemrend II. osztálya                                      |
|                                                                     | Krzyż Komandorski z Gwiazdą Orderu Zasługi Republiki Węgierskiej    | Magyar Köztársasági Érdemrend középkeresztje a csillaggal           |
| (kokarda)                                                           | Złoty Wieniec Uznania Prezydenta Republiki                          | Köztársasági Elnök Elismerésének arany koszorúja                    |
|                                                                     | Krzyż Komandorski Orderu Zasługi Republiki Węgierskiej              | Magyar Köztársasági Érdemrend középkeresztje                        |
|                                                                     | Krzyż Oficerski Orderu Zasługi Republiki Węgierskiej                | Magyar Köztársasági Érdemrend tisztikeresztje                       |
|                                                                     | Srebrny Order Zasługi Węgierskiej Wolności                          | Magyar Szabadság Érdemrend ezüst fokozata                           |
|                                                                     | Złoty Order Zasługi Pracy                                           | Munka Érdemrend arany fokozata                                      |
|                                                                     | Order Kossutha III Klasy                                            | Kossuth Érdemrend III. osztálya                                     |
|                                                                     | Krzyż Kawalerski Orderu Zasługi Republiki Węgierskiej               | Magyar Köztársasági Érdemrend kiskeresztje                          |
|                                                                     | Brązowy Order Zasługi Węgierskiej Wolności                          | Magyar Szabadság Érdemrend bronz fokozata                           |
|                                                                     | Srebrny Order Zasługi Pracy                                         | Munka Érdemrend ezüst fokozata                                      |
|                                                                     | Złoty Medal Orderu Zasługi Republiki Węgierskiej                    | Magyar Köztársasági Érdemérem arany fokozata                        |
| (kokarda)                                                           | Srebrny Wieniec Uznania Prezydenta Republiki                        | Köztársasági Elnök Elismerésének ezüst koszorúja                    |
|                                                                     | Brązowy Order Zasługi Pracy                                         | Munka Érdemrend bronz fokozata                                      |
|                                                                     | Złoty Medal Zasługi Sportowej Republiki Węgierskiej                 | Magyar Köztársasági Sportérdemérem arany fokozata                   |
|                                                                     | Srebrny Medal Orderu Zasługi Republiki Węgierskiej                  | Magyar Köztársasági Érdemérem ezüst fokozata                        |
|                                                                     | Medal Zasługi Pracy                                                 | Magyar Munka Érdemérem                                              |
|                                                                     | Srebrny Medal Zasługi Sportowej Republiki Węgierskiej               | Magyar Köztársasági Sportérdemérem ezüst fokozata                   |
|                                                                     | Brązowy Medal Orderu Zasługi Republiki Węgierskiej                  | Magyar Köztársasági Érdemérem bronz fokozata                        |
| (kokarda)                                                           | Brązowy Wieniec Uznania Prezydenta Republiki                        | Köztársasági Elnök Elismerésének bronz koszorúja                    |
|                                                                     | Złota Odznaka Służby Bezpieczeństwa Publicznego                     | Közbiztonsági Szolgálati Jel arany fokozata                         |
|                                                                     | Brązowy Medal Zasługi Sportowej Republiki Węgierskiej               | Magyar Köztársasági Sportérdemérem bronz fokozata                   |
|                                                                     | Srebrna Odznaka Służby Bezpieczeństwa Publicznego                   | Közbiztonsági Szolgálati Jel ezüst fokozata                         |
|                                                                     | Medal Honorowy 48                                                   | 48-as Díszérem                                                      |
|                                                                     | Brązowa Odznaka Służby Bezpieczeństwa Publicznego                   | Közbiztonsági Szolgálati Jel bronz fokozata                         |

## Lata 1920–1946
| Baretka                                                         | Nazwa polska                                                           | Nazwa węgierska                                                                     |
| Odznaczenia okresu regencji Królestwa Węgier w latach 1920–1944 | Odznaczenia okresu regencji Królestwa Węgier w latach 1920–1944        | Odznaczenia okresu regencji Królestwa Węgier w latach 1920–1944                     |
| --------------------------------------------------------------- | ---------------------------------------------------------------------- | ----------------------------------------------------------------------------------- |
|                                                                 | Krzyż Wielki Orderu Wojskowego Marii Teresy                            | Katonai Mária Terézia-rend nagykeresztje                                            |
|                                                                 | Krzyż Komandorski Orderu Wojskowego Marii Teresy                       | Katonai Mária Terézia-rend középkeresztje                                           |
|                                                                 | Krzyż Kawalerski Orderu Wojskowego Marii Teresy                        | Katonai Mária Terézia-rend lovagkeresztje                                           |
|                                                                 | Krzyż Wielki Orderu Świętego Stefana                                   | Magyar Szent István-rend nagykeresztje                                              |
|                                                                 | Krzyż Wielki Orderu Zasługi ze Świętą Koroną i Mieczami                | Magyar Érdemrend Szent Koronával ékesített nagykeresztje hadiszalagon a kardokkal   |
|                                                                 | Krzyż Wielki Orderu Zasługi ze Świętą Koroną (wojskowy)                | Magyar Érdemrend Szent Koronával ékesített nagykeresztje hadiszalagon (katonai)     |
|                                                                 | Krzyż Wielki Orderu Zasługi ze Świętą Koroną (cywilny)                 | Magyar Érdemrend Szent Koronával ékesített nagykeresztje (polgári)                  |
|                                                                 | Krzyż Wielki Orderu Zasługi z Mieczami                                 | Magyar Érdemrend Szent ékesített nagykeresztje hadiszalagon a kardokkal             |
|                                                                 | Krzyż Wielki Orderu Zasługi (wojskowy)                                 | Magyar Érdemrend Szent ékesített nagykeresztje hadiszalagon (katonai)               |
|                                                                 | Krzyż Wielki Orderu Zasługi (cywilny)                                  | Magyar Érdemrend Szent ékesített nagykeresztje (polgári)                            |
|                                                                 | Krzyż Wielki Orderu Świętej Korony z Wieńcem i Mieczami                | Magyar Szent Korona Rend nagykeresztje hadidíszítménnyel és kardokkal               |
|                                                                 | Krzyż Wielki Orderu Świętej Korony z Wieńcem                           | Magyar Szent Korona Rend nagykeresztje hadidíszítménnyel                            |
|                                                                 | Krzyż Wielki Orderu Świętej Korony                                     | Magyar Szent Korona Rend nagykeresztje                                              |
|                                                                 | Krzyż Komandorski Orderu Świętego Stefana                              | Magyar Szent István-rend középkeresztje                                             |
|                                                                 | Wielki Złoty Medal z Koroną i Mieczami                                 | Magyar Koronás Nagy Aranyérem hadiszalagon a kardokkal                              |
|                                                                 | Wielki Złoty Medal z Koroną (wojenny)                                  | Magyar Koronás Nagy Aranyérem hadiszalagon                                          |
|                                                                 | Wielki Złoty Medal z Koroną (wojskowy)                                 | Magyar Koronás Nagy Aranyérem (katonai)                                             |
|                                                                 | Wielki Złoty Medal z Koroną (cywilny)                                  | Magyar Koronás Nagy Aranyérem (polgári)                                             |
|                                                                 | Złoty Medal z Koroną (wojskowy)                                        | Magyar Koronás Aranyérem (katonai)                                                  |
|                                                                 | Złoty Medal z Koroną (cywilny)                                         | Magyar Koronás Aranyérem (polgári)                                                  |
|                                                                 | Gwiazda Zasługi Węgierskiego Czerwonego Krzyża z Wieńcem               | Magyar Vöröskereszt érdemcsillaga hadidíszítménnyel                                 |
|                                                                 | Gwiazda Zasługi Węgierskiego Czerwonego Krzyża                         | Magyar Vöröskereszt érdemcsillaga                                                   |
| (łańcuch)                                                       | Łańcuch Korwina                                                        | Corvin-lánc                                                                         |
|                                                                 | Krzyż Komandorski z Gwiazdą Orderu Zasługi z Mieczami                  | Magyar Érdemrend Szent középkeresztje a csillaggal hadiszalagon a kardokkal         |
|                                                                 | Krzyż Komandorski z Gwiazdą Orderu Zasługi (wojskowy)                  | Magyar Érdemrend Szent középkeresztje a csillaggal hadiszalagon (katonai)           |
|                                                                 | Krzyż Komandorski z Gwiazdą Orderu Zasługi (cywilny)                   | Magyar Érdemrend Szent középkeresztje a csillaggal (polgári)                        |
|                                                                 | Krzyż Komandorski z Gwiazdą Orderu Świętej Korony z Wieńcem i Mieczami | Magyar Szent Korona Rend középkeresztje a csillaggal hadidíszítménnyel és kardokkal |
|                                                                 | Krzyż Komandorski z Gwiazdą Orderu Świętej Korony z Wieńcem            | Magyar Szent Korona Rend középkeresztje a csillaggal hadidíszítménnyel              |
|                                                                 | Krzyż Komandorski z Gwiazdą Orderu Świętej Korony                      | Magyar Szent Korona Rend középkeresztje a csillaggal                                |
|                                                                 | Krzyż Kawalerski Orderu Świętego Stefana                               | Magyar Szent István-rend lovagkeresztje                                             |
|                                                                 | Krzyż Komandorski Orderu Zasługi z Mieczami                            | Magyar Érdemrend Szent középkeresztje hadiszalagon a kardokkal                      |
|                                                                 | Krzyż Komandorski Orderu Zasługi (wojskowy)                            | Magyar Érdemrend Szent középkeresztje hadiszalagon (katonai)                        |
|                                                                 | Krzyż Komandorski Orderu Zasługi (cywilny)                             | Magyar Érdemrend Szent középkeresztje (polgári)                                     |
|                                                                 | Krzyż Komandorski Orderu Świętej Korony z Wieńcem i Mieczami           | Magyar Szent Korona Rend középkeresztje hadidíszítménnyel és kardokkal              |
|                                                                 | Krzyż Komandorski Orderu Świętej Korony z Wieńcem                      | Magyar Szent Korona Rend középkeresztje hadidíszítménnyel                           |
|                                                                 | Krzyż Komandorski Orderu Świętej Korony                                | Magyar Szent Korona Rend középkeresztje                                             |
|                                                                 | Krzyż Oficerski Orderu Zasługi z Mieczami                              | Magyar Érdemrend Szent tisztikeresztje hadiszalagon a kardokkal                     |
|                                                                 | Krzyż Oficerski Orderu Zasługi (wojskowy)                              | Magyar Érdemrend Szent tisztikeresztje hadiszalagon (katonai)                       |
|                                                                 | Krzyż Oficerski Orderu Zasługi (cywilny)                               | Magyar Érdemrend Szent tisztikeresztje (polgári)                                    |
|                                                                 | Krzyż Oficerski Orderu Świętej Korony z Wieńcem i Mieczami             | Magyar Szent Korona Rend tisztikeresztje hadidíszítménnyel és kardokkal             |
|                                                                 | Krzyż Oficerski Orderu Świętej Korony z Wieńcem                        | Magyar Szent Korona Rend tisztikeresztje hadidíszítménnyel                          |
|                                                                 | Krzyż Oficerski Orderu Świętej Korony                                  | Magyar Szent Korona Rend tisztikeresztje                                            |
| (bez wstążki)                                                   | Wieniec Korwina                                                        | Corvin-koszorú                                                                      |
|                                                                 | Krzyż Kawalerski Orderu Zasługi z Mieczami                             | Magyar Érdemrend Szent lovagkeresztje hadiszalagon a kardokkal                      |
|                                                                 | Krzyż Kawalerski Orderu Zasługi (wojskowy)                             | Magyar Érdemrend Szent lovagkeresztje hadiszalagon (katonai)                        |
|                                                                 | Krzyż Kawalerski Orderu Zasługi (cywilny)                              | Magyar Érdemrend Szent lovagkeresztje (polgári)                                     |
|                                                                 | Krzyż Kawalerski Orderu Świętej Korony z Wieńcem i Mieczami            | Magyar Szent Korona Rend lovagkeresztje hadidíszítménnyel és kardokkal              |
|                                                                 | Krzyż Kawalerski Orderu Świętej Korony z Wieńcem                       | Magyar Szent Korona Rend lovagkeresztje hadidíszítménnyel                           |
|                                                                 | Krzyż Kawalerski Orderu Świętej Korony                                 | Magyar Szent Korona Rend lovagkeresztje                                             |
|                                                                 | Złoty Medal Waleczności dla Oficerów                                   | Magyar Tiszti Arany Vitézségi Érem                                                  |
| (różne)                                                         | Brązowy Medal z Koroną, Mieczami i Odznaką Wojenną                     | Magyar Koronás Bronzérem hadiszalagon a kardokkal az elmaradt háborús kitüntetéssel |
|                                                                 | Srebrny Medal z Koroną i Mieczami                                      | Magyar Koronás Ezüstérem hadiszalagon a kardokkal                                   |
|                                                                 | Srebrny Medal z Koroną (wojenny)                                       | Magyar Koronás Ezüstérem hadiszalagon                                               |
|                                                                 | Srebrny Medal z Koroną (wojskowy)                                      | Magyar Koronás Ezüstérem (katonai)                                                  |
|                                                                 | Srebrny Medal z Koroną (cywilny)                                       | Magyar Koronás Ezüstérem (polgári)                                                  |
|                                                                 | Krzyż Zasługi WCK z Wieńcem                                            | Magyar Vöröskereszt érdemcsillaga hadidíszítménnyel                                 |
|                                                                 | Krzyż Zasługi WCK                                                      | Magyar Vöröskereszt érdemcsillaga                                                   |
|                                                                 | Brązowy Medal z Koroną i Mieczami                                      | Magyar Koronás Bronzérem hadiszalagon a kardokkal                                   |
|                                                                 | Brązowy Medal z Koroną (wojenny)                                       | Magyar Koronás Bronzérem hadiszalagon                                               |
|                                                                 | Brązowy Medal z Koroną (wojskowy)                                      | Magyar Koronás Bronzérem (katonai)                                                  |
|                                                                 | Brązowy Medal z Koroną (cywilny)                                       | Magyar Koronás Bronzérem (polgári)                                                  |
|                                                                 | Złoty Medal Zasługi Miklósa Toldiego                                   | Arany Toldi Miklós Érdemérem                                                        |
|                                                                 | Srebrny Medal Zasługi Miklósa Toldiego                                 | Ezüst Toldi Miklós Érdemérem                                                        |
|                                                                 | Brązowy Medal Zasługi Miklósa Toldiego                                 | Bronz Toldi Miklós Érdemérem                                                        |
|                                                                 | Medal Dzielności                                                       | Bátorsági Érem                                                                      |
|                                                                 | Złoty Medal Waleczności                                                | Magyar Arany Vitézségi Érem                                                         |
|                                                                 | Złoty Krzyż Zasługi (wojskowy)                                         | Magyar Arany Érdemkereszt (katonai)                                                 |
|                                                                 | Złoty Krzyż Zasługi (cywilny)                                          | Magyar Arany Érdemkereszt (polgári)                                                 |
|                                                                 | Złoty Krzyż Orderu Świętej Korony z Wieńcem i Mieczami                 | Magyar Szent Korona Rend aranykeresztje hadidíszítménnyel és kardokkal              |
|                                                                 | Złoty Krzyż Orderu Świętej Korony z Wieńcem                            | Magyar Szent Korona Rend aranykeresztje hadidíszítménnyel                           |
|                                                                 | Złoty Krzyż Orderu Świętej Korony                                      | Magyar Szent Korona Rend aranykeresztje                                             |
|                                                                 | Wielki Srebrny Medal Waleczności                                       | Magyar Nagy Ezüst Vitézségi Érem                                                    |
|                                                                 | Medal Zasługi WCK z Wieńcem                                            | Magyar Vöröskereszt Érdemérem hadidíszítménnyel                                     |
|                                                                 | Medal Zasługi WCK                                                      | Magyar Vöröskereszt Érdemérem                                                       |
|                                                                 | Srebrny Krzyż Zasługi (wojskowy)                                       | Magyar Ezüst Érdemkereszt (katonai)                                                 |
|                                                                 | Srebrny Krzyż Zasługi (cywilny)                                        | Magyar Ezüst Érdemkereszt (polgári)                                                 |
|                                                                 | Srebrny Krzyż Orderu Świętej Korony z Wieńcem i Mieczami               | Magyar Szent Korona Rend ezüstkeresztje hadidíszítménnyel és kardokkal              |
|                                                                 | Srebrny Krzyż Orderu Świętej Korony z Wieńcem                          | Magyar Szent Korona Rend ezüstkeresztje hadidíszítménnyel                           |
|                                                                 | Srebrny Krzyż Orderu Świętej Korony                                    | Magyar Szent Korona Rend ezüstkeresztje                                             |
|                                                                 | Srebrny Medal Waleczności                                              | Magyar Ezüst Vitézségi Érem                                                         |
|                                                                 | Srebrny Medal Zasługi (wojskowy)                                       | Magyar Ezüst Érdemérem (katonai)                                                    |
|                                                                 | Srebrny Medal Zasługi (cywilny)                                        | Magyar Ezüst Érdemérem (polgári)                                                    |
|                                                                 | Brązowy Krzyż Zasługi (wojskowy)                                       | Magyar Bronz Érdemkereszt (katonai)                                                 |
|                                                                 | Brązowy Krzyż Zasługi (cywilny)                                        | Magyar Bronz Érdemkereszt (polgári)                                                 |
|                                                                 | Brązowy Krzyż Orderu Świętej Korony z Wieńcem i Mieczami               | Magyar Szent Korona Rend bronzkeresztje hadidíszítménnyel és kardokkal              |
|                                                                 | Brązowy Krzyż Orderu Świętej Korony z Wieńcem                          | Magyar Szent Korona Rend bronzkeresztje hadidíszítménnyel                           |
|                                                                 | Brązowy Krzyż Orderu Świętej Korony                                    | Magyar Szent Korona Rend bronzkeresztje                                             |
|                                                                 | Brązowy Medal Zasługi (wojskowy)                                       | Magyar Bronz Érdemérem (katonai)                                                    |
|                                                                 | Brązowy Medal Zasługi (cywilny)                                        | Magyar Bronz Érdemérem (polgári)                                                    |
|                                                                 | Brązowy Medal Waleczności                                              | Magyar Bronz Vitézségi Érem                                                         |
|                                                                 | Krzyż Ogniowy I Klasy                                                  | Tűzkereszt I. fokozata                                                              |
|                                                                 | Krzyż Ogniowy I Klasy (pośmiertnie)                                    | Tűzkereszt I. fokozata (posztumusz)                                                 |
|                                                                 | Krzyż Ogniowy II Klasy                                                 | Tűzkereszt II. fokozata                                                             |
|                                                                 | Krzyż Ogniowy II Klasy (pośmiertnie)                                   | Tűzkereszt II. fokozata (posztumusz)                                                |
|                                                                 | Krzyż Obrony Narodowej                                                 | Nemzetvédelmi Kereszt                                                               |
|                                                                 | Krzyż Ogniowy III Klasy                                                | Tűzkereszt III. fokozata                                                            |
|                                                                 | Medal Pamiątkowy Wojny z Mieczami                                      | Magyar Háborús Emlékérem a kardokkal                                                |
|                                                                 | Medal Pamiątkowy Wojny                                                 | Magyar Háborús Emlékérem                                                            |
|                                                                 | Odznaka za Służbę dla Oficerów I Klasy (wojskowi)                      | I. osztályú Tiszti Szolgálati Jel (katona)                                          |
|                                                                 | Odznaka za Służbę dla Oficerów II Klasy (wojskowi)                     | II. osztályú Tiszti Szolgálati Jel (katona)                                         |
|                                                                 | Odznaka za Służbę dla Oficerów III Klasy (wojskowi)                    | III. osztályú Tiszti Szolgálati Jel (katona)                                        |
|                                                                 | Odznaka za Służbę dla Oficerów I Klasy (niewojskowi)                   | I. osztályú Tiszti Szolgálati Jel (nem katona)                                      |
|                                                                 | Odznaka za Służbę dla Oficerów II Klasy (niewojskowi)                  | II. osztályú Tiszti Szolgálati Jel (nem katona)                                     |
|                                                                 | Odznaka za Służbę dla Oficerów III Klasy (niewojskowi)                 | III. osztályú Tiszti Szolgálati Jel (nem katona)                                    |
|                                                                 | Odznaka za Służbę dla Oficerów I Klasy (urzędnicy)                     | I. osztályú Tisztviselői Szolgálati Jel                                             |
|                                                                 | Odznaka za Służbę dla Oficerów II Klasy (urzędnicy)                    | II. osztályú Tisztviselői Szolgálati Jel                                            |
|                                                                 | Odznaka za Służbę dla Oficerów III Klasy (urzędnicy)                   | III. osztályú Tisztviselői Szolgálati Jel                                           |
|                                                                 | Medal Honorowy za Służbę                                               | Szolgálati Diszérem                                                                 |
|                                                                 | Odznaka za Służbę dla Żołnierzy I Klasy                                | I. osztályú Legénységi Szolgálati Jel                                               |
|                                                                 | Odznaka za Służbę dla Żołnierzy II Klasy                               | II. osztályú Legénységi Szolgálati Jel                                              |
|                                                                 | Odznaka za Służbę dla Żołnierzy III Klasy                              | III. osztályú Legénységi Szolgálati Jel                                             |
|                                                                 | Medal Pamiątkowy Północny                                              | Felvidéki Emlékérem                                                                 |
|                                                                 | Medal Pamiątkowy Siedmiogrodzki                                        | Erdélyi Emlékérem                                                                   |
|                                                                 | Medal Pamiątkowy Południowy                                            | Délvidéki Emlékérem                                                                 |
|                                                                 | Srebrny Medal WCK z Wieńcem                                            | Magyar Vöröskereszt Ezüstérem hadidíszítménnyel                                     |
|                                                                 | Srebrny Medal WCK                                                      | Magyar Vöröskereszt Ezüstérem                                                       |
|                                                                 | Brązowy Medal WCK z Wieńcem                                            | Magyar Vöröskereszt Bronzérem hadidíszítménnyel                                     |
|                                                                 | Brązowy Medal WCK                                                      | Magyar Vöröskereszt Bronzérem                                                       |
|                                                                 | Krzyż Zasługi Cywilnej Obrony                                          | Polgári honvédelmi érdemkereszt                                                     |
| (bez wstążki)                                                   | Order Vitéza (Order Bohaterów/Kawalerów/Rycerzy)                       | Vitézi Rend                                                                         |
|                                                                 | Odznaka Ostrogi Złotej                                                 | Aranysarkantyús lovag                                                               |

## Lata 1848–1949
| Kolory wstążek                                                                              | Nazwa polska                                                                                | Nazwa węgierska                                                                             |
| Odznaczenia węgierskich władz powstańczych i późniejszych władz na wychodźstwie we Włoszech | Odznaczenia węgierskich władz powstańczych i późniejszych władz na wychodźstwie we Włoszech | Odznaczenia węgierskich władz powstańczych i późniejszych władz na wychodźstwie we Włoszech |
| ------------------------------------------------------------------------------------------- | ------------------------------------------------------------------------------------------- | ------------------------------------------------------------------------------------------- |
|                                                                                             | Order Węgierski Zasługi Wojskowej                                                           | Magyar Katonai Érdemrend                                                                    |
|                                                                                             | Order Węgierski Zasługi Cywilnej                                                            | Magyar Hadi Polgári Érdemrend                                                               |
|                                                                                             | Medal Pamiątkowy Szenttamás                                                                 | Szenttamási Emlékérem                                                                       |
|                                                                                             | Medal Pamiątkowy Ochotników we Włoszech/Odznaka Węgierskiego Legionu we Włoszech            | Olaszországi Honvéd Emlékérem/Olaszországi Magyar Légió kitüntetése                         |